# 태상천황
태상천황(일본어: 太上天皇 다이조텐노[*])은 황위를 후계자에게 물려준 천황에게 붙여진 존호 또는, 그 존호를 받은 사람을 말한다. 상황(일본어: 上皇 조코[*])이라 약칭하는 경우가 많다. 이 칭호는 중국의 황제가 자리에서 물러나면 태상황(太上皇)이라는 존칭으로 부른 데서 유래한 것으로 보인다. 태상천황은 원(일본어: 院 인[*])이라고 불리는 경우도 많다.
출가한 상황은 태상법황(太上法皇)이라 칭하는데, 태상천황과 태상법황에 법적인 신분차는 없고 다이호 율령에서는 태상법황도 태상천황에 포함되어 있다.

## 역사
지토 천황 11년 (몬무 천황 원년) 8월 1일에 지토 천황이 몬무 천황에게 양위하고 태상천황이 된 것이 최초로, 에도 시대 후기의 고카쿠 천황이 닌코 천황에게 양위할 때까지 총 59명의 상황이 존재하였다. 즉, 역대 일본 천황 중 절반 가까이가 양위하고 태상천황이 되었다. 단, 그 중에는 천황 재위 중에 사망하는 것을 불길한 일이라고 여겨, 천황의 붕어 직전에 양위 수속을 밟고 태상천황의 존호를 받은 뒤 사망한 예도 보인다. 다이고 상황의 8일간, 이치조 상황의 10일간, 고스자쿠 상황의 3일간의 상황 재위기간이 그 전형으로 손꼽힌다.
대부분의 일본 천황에게는 양위 후 즉시 태상천황의 존호가 주어졌으나, 퇴위에 따라 자동적으로 주어지는 것은 아니어서 퇴위 뒤에 존호를 받지 못한 경우도 있다. 그 예로는 닌묘 천황과 고다이고 천황처럼 퇴위 직후 1,2일만에 붕어한 경우, 아와지 폐제(淡路廃帝, 준닌 천황) 같이 쿠데타로 폐위된 경우, 안토쿠 천황과 구조 폐제(九条廃帝, 주쿄 천황) 같이 즉위·퇴위 사실이 애매한 경우 등을 들 수 있다. 반대로 고곤 천황이나 스코 천황은 사실상 폐위된 것이나 다름없었으나, 후에 존호를 받았다.
무로마치 막부 제 3대 쇼군 아시카가 요시미쓰가 사망하였을 때 조정에서 그에게 천황이 아님에도 태상천황의 존호를 내리려고 했던 사례도 있으나, 최종적으로 아들 아시카가 요시모치(足利義持)가 사양하여 이루어지지는 않았다. 역사상 유일한 사례로, 고켄 천황이 퇴위한 뒤 쇼토쿠 천황으로 다시 즉위하여, 태상천황에서 천황으로 돌아갔다. 또한, 쇼안 3년 1월 28일(1301년 3월 9일)부터 가겐 2년 7월 16일(1304년 8월 17일)까지의 기간 동안, 가장 많은 5명의 태상천황이 동시에 존재하였다.
에도시대 후기인 1817년에 고카쿠 천황이 닌코 천황에게 양위하여 태상천황이 된 것이 마지막으로, 메이지 이후의 황실전범에서는 양위를 인정하지 않기 때문에 현재 태상천황 제도는 존재하지 않는다. 하지만 아키히토의 퇴위 의사를 밝혀 퇴위례(ja:退位の礼)가 이뤄져서 2019년 5월 1일에 장남 황태자 나루히토 친왕이 차기 천황으로 즉위하였다.

## 인세이 / 지텐노키미
다이호 율령에서 천황과 규정이 있어, 천황과 마찬가지로 인젠(院宣) 으로서 자신의 의향을 정치 전반에 가능하였다. 인노초(院庁)를 개설하고, 인쿠란도(院蔵人)등의 기관을 두는 것도 가능하였다.
헤이안 시대 말에는 천황의 모자 관계에 기반을 둔 외척에 의한 셋칸 정치에서, 부자 관계를 기초로 한 상황에 의한 인세이(院政)로 정권이 넘어가게 되었다. 역사상 유명한 상황의 대부분은 이 시기에 속한다. 이들처럼 정권을 쥔 상황은 지텐노키미(治天の君)라고 불리기도 하였다.

## 같이 보기
- 태상왕
- 태상황제